# 呂堰鎮戰鬥
呂堰鎮戰鬥發生於1940年5月11日至1940年5月15日，地點則是在中國湖北省襄阳一帶。交戰守方為中華民國國民革命軍，另一方則為日軍，屬於棗宜會戰第一階段戰鬥。國軍於前幾回戰鬥中，失去呂堰鎮（今湖北省襄阳市襄州区古驿镇），後全力奪取並發生激烈槍戰。後日軍撤離該鎮，惟此重鎮已變成焦土。